# Neves (Sveti Toma i Princip)
Neves je naselje na otoku Sveti Toma, u afričkoj državi Sveti Toma i Princip. Sjedište je okruga Lembá. Nalazi se na sjevernoj obali otoka. Stanovništvo se bavi ribarstvom.
Godine 2001. Neves je imao 6.635 stanovnika, čime je bio drugo naselje po broju stanovnika u državi.